# 17907 Денієлґюд
17907 Денієлґюд (17907 Danielgude) — астероїд головного поясу, відкритий 19 березня 1999 року.
Тіссеранів параметр щодо Юпітера — 3,429.